# Чулым (город)
Чулым — город в Чулымском районе Новосибирской области России.
Образует муниципальное образование город Чулым со статусом городского поселения как единственный населённый пункт в его составе.

## Этимология
Основан в конце XIX века как селение Романовское, возможно, от фамилии царствующей династии. В 1933 году переименовано в село Чулым от реки Чулым, с 1947 года — город Чулым. Этимология гидронима окончательно не установлена. А. П. Дульзон видел в нём заимствование, с одной стороны, селькупами, с другой — тюрками, но найти значение и язык не удалось. И. А. Воробьёва считает неприемлемой этимологию гидронима от тюркского «чул» — «вода, река», поскольку непонятно значение форманта «-ым».

## История

### XVIII—XIX века
Поселение на месте современного города Чулым возникло в связи со строительством Московско-Сибирского тырла. Решение о его строительстве было принято в конце 1730-х гг. В 1760-х годах через Барабинскую лесостепь началась прокладка участка тырла для связи с Колывано-Воскресенскими заводами. Для строительства тырла привлекали сосланных помещиками переселенцев из Европейской части России, крепостных, старообрядцев, выселенных Екатериной II как неблагонадежных подданных на восточную окраину Российской империи. Рядом со строящимся тырлом переселенцы основывали новые поселения. Одним из таких поселений стал Чулым.
Один путешественник, бывший в Чулыме проездом, отмечал, что поселение находилось по направлению тырла, большинство хижин были бедными. Жители занимались хлебопашеством, а также перевозили купеческие и казённые грузы. По сведениям «Списка населённых мест Томской губернии» за 1859 год казённая деревня Чулымская входила в состав Каинского округа и располагалась при реке Чулыме, по Московскому почтовому тырлу по направлению от города Каинска (ныне Куйбышев) в Томск, в 189 верстах от окружного города Каинска. В деревне насчитывалось 70 дворов и 593 жителя обоего пола — 300 мужского и 293 женского. Работал хлебный магазин. Через некоторое время рядом с деревней Чулымской возникло село Романовское, которое было основано вольными переселенцами, прибывшими из европейской России.
В 1891 году началось строительство Транссибирской железной дороги. В 1893 году был построен разъезд «Чулымский», превратившийся позднее в станцию «Чулымскую». В 1894 году было закончено строительство участка железной дороги от города Омска до станции Чулымской, в 1896 году начали курсировать первые поезда из Челябинска в Красноярск. В 1893—1896 гг. была построена насосная станция с водонапорной башней. Село Романовское становится пристанционным посёлком, что привело к его бурному развитию. В посёлке, насчитывавшем всего несколько небольших домов, стала ощущаться нехватка рабочей силы для обслуживания железной дороги. Из Чулыма и других окрестных сел и деревень в Романовское потянулись крестьяне.

### Чулым в XX веке
По данным «Путеводителя по Сибирской железной дороге» за 1902 г. население пристанционного посёлка станции Чулымской составляло 120 человек. Для переселенцев, обслуживающих железную дорогу здесь построен барак на 30 человек. В посёлке была открыта одноклассная начальная школа. В 2 верстах от посёлка располагался Старый Чулым — так называлась деревня Чулымская после открытия станции.
К 1902 году в деревне была построена церковь, деревня становится селом, в котором располагался центр православного прихода. Вскоре село Романовское срослось с разъездом, образовался единый пристанционный посёлок Чулымский. В «Списке населённых мест Томской губернии» за 1911 год село Чулымское указано как центр Нижне-Чулымской волости Барнаульского уезда. Количество дворов в селе к этому времени выросло до 680. Работала начальная школа, существовавшая на средства железной дороги.
В начале XX века станция Чулымская обслуживала до 90 тыс. пудов разных грузов, отправлявшихся по железной дороге, главным образом: масло, скот, кожа. Часть сельскохозяйственного сырья оставалась в Чулыме и перерабатывалась здесь. Местным торговцем Грундером в Чулыме было организовано сыроделие, чулымский сыр славился далеко за пределами села. Купец Воробейников открыл маслозавод, купец Погель — паровую мельницу. В Чулыме работал хлебозапасный магазин, ежегодно пополняемый крестьянами после сбора урожая. Существовали 4 мельницы — 3 ветряных и 1 водяная, работала торговая лавка. В 1913 году через станцию Чулымскую прошел первый пассажирский поезд, который тянул 5-6 деревянных двухосных вагончиков.
В 1917 году в селе был образован первый местный Совет. В годы Гражданской войны чулымские железнодорожники на стороне красных принимали участие в сражениях с чехословацкими отрядами в составе каргатского фронта. В июне 1918 года станцию заняли войска А. Колчака и белочехи. С осени 1918 г. по конец 1919 г. в Чулыме действовала колчаковская администрация. 14 декабря 1919 года село было отбито у белогвардейских войск 5-й армией Г. Эйхе. С этого момента на территории села и уезда была окончательно установлена советская власть.
В 1920—1930-х годах население Чулыма значительно увеличивается за счёт переселенцев из окрестных деревень, многие из которых становятся работниками на железной дороге. К 1926 году на станции Чулымской уже было 11 приёмо-отправочных путей, в помещении конторы связи установили телеграфный аппарат. В 1930 году в селе появилось электричество, вырабатываемое генератором мощностью 22 кВт, расположенном в депо. Вокзал освещался всего одной лампочкой на перроне. В 1934 году установили новый генератор, мощность которого составляла 100 кВт. На вокзале установили 12 лампочек, кроме того это позволило провести освещение в конторы нескольких железнодорожных служб и в квартиры поблизости со станцией.
В 1935 году на станции Чулымской был открыт вагонно-ремонтный пункт, на реке Чулым около железнодорожного моста построена деревянная плотина, начал работу элеватор, открыты: железнодорожная школа № 7, районный дом культуры, райпромкомбинат.

В 1933 году Постановление ВЦИК от 10.04.1933 г. селение Романовское районный центр Чулымского района переименовано в Чулым. В 1935 году единому пристанционному посёлку был присвоен статус рабочего посёлка с названием Чулым. До настоящего времени его восточную часть неофициально называют Старым Чулымом. В этом же году была введена в эксплуатацию новая электростанция, которая позволила полностью осветить железнодорожный вокзал, а также 5-6 улиц посёлка. К 1939 году численность населения посёлка достигла 12 300 человек.

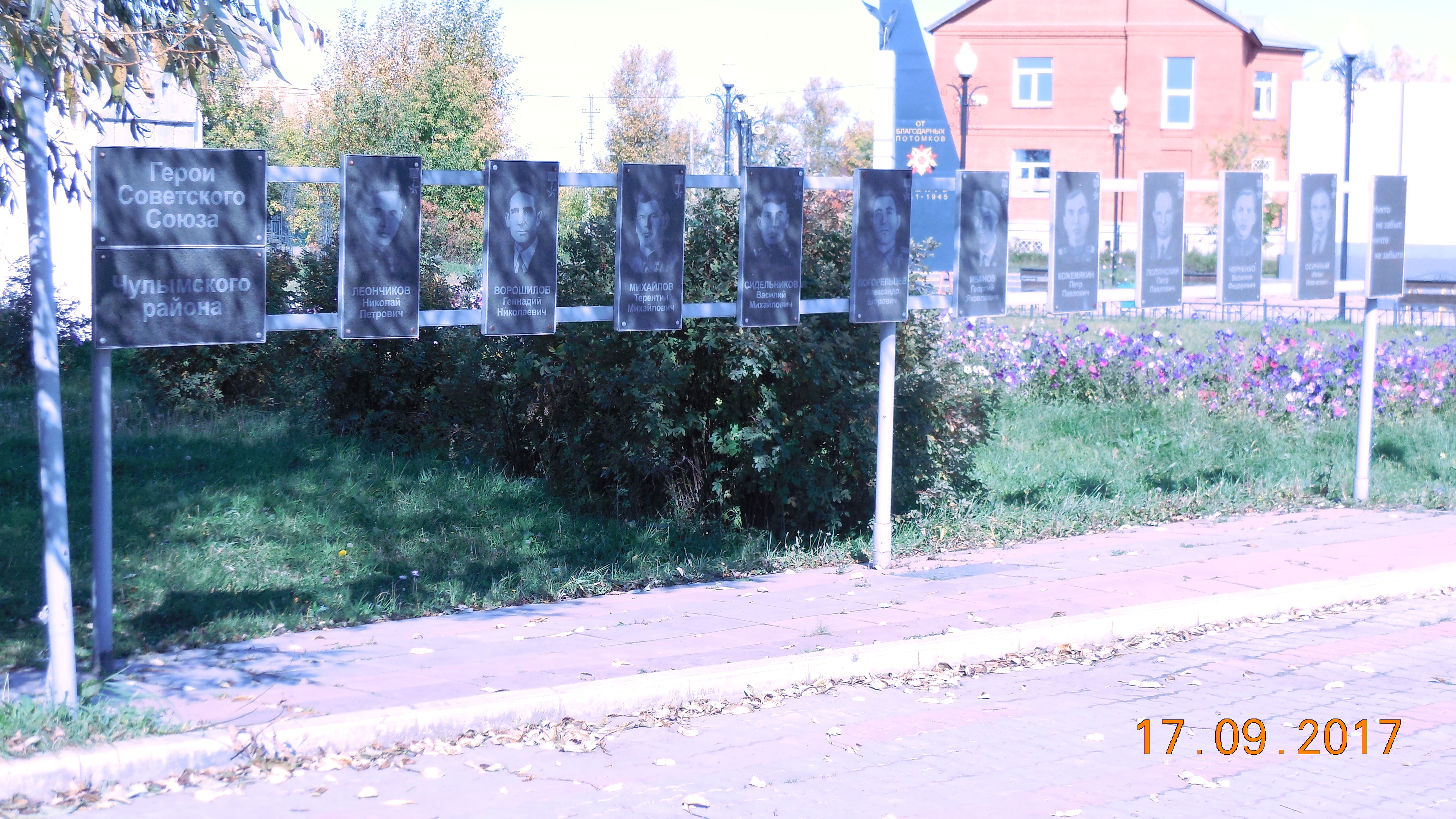
Доска почёта Героев Советского Союза г. Чулыма: Ворошилов Г. Н., Иванов Г. Я., Кожемякин П. П., Леончиков Н. П., Михайлов Т. М., Осиный И. И.,Погорельцев А. Е., Полянский П. П., Сидельников В. М., Черненко В. Ф.

В период Великой Отечественной войны из Чулымского района на фронт ушли 9734 человека, 4385 человек погибли на полях сражений. Около 5 тысяч жителей района награждены орденами и медалями, 10 человек удостоены звания Героя Советского Союза.
19 августа 1947 года Чулым получил статус города. На 1 января 1947 года в городе насчитывалось около 3 тысяч строений, 2430 личных хозяйств. В Чулыме работали районная и железнодорожная больницы, районная и железнодорожная амбулатории, действовало 5 школ: средняя, неполная средняя и 3 начальных. Общее число учащихся составляло 2530 человек, педагогов — 85. В городе было 8 магазинов райпотребсоюза, хлебопекарня, 2 столовые и чайная. Действовали 54 предприятия и учреждения. В 1952 году введены в эксплуатацию школа № 40 и детская библиотека.
В 1954 году, после электрификации железной дороги, транспортные предприятия и железнодорожная станция подверглись реконструкции, была электрифицирована промышленность, началось строительство паровозного депо, лесхоза и автохозяйства. К 1955 году количество радиофицированных квартир и домов превысило 3000. В городе появилось 2 автобуса для обслуживания горожан. В 1956 году электрическое освещение было включено на улицах Вокзальной и Кирова. В том же году был заложен сквер у памятника И. Сталину. В 1959 году открылся новый 2-этажный универмаг. В 1960 году было возведено новое кирпичное здание железнодорожного вокзала на станции Чулымской вместо старого деревянного. В 1960-х годах в Чулыме построен кинотеатр «Заря» с широким экраном и просторным залом.

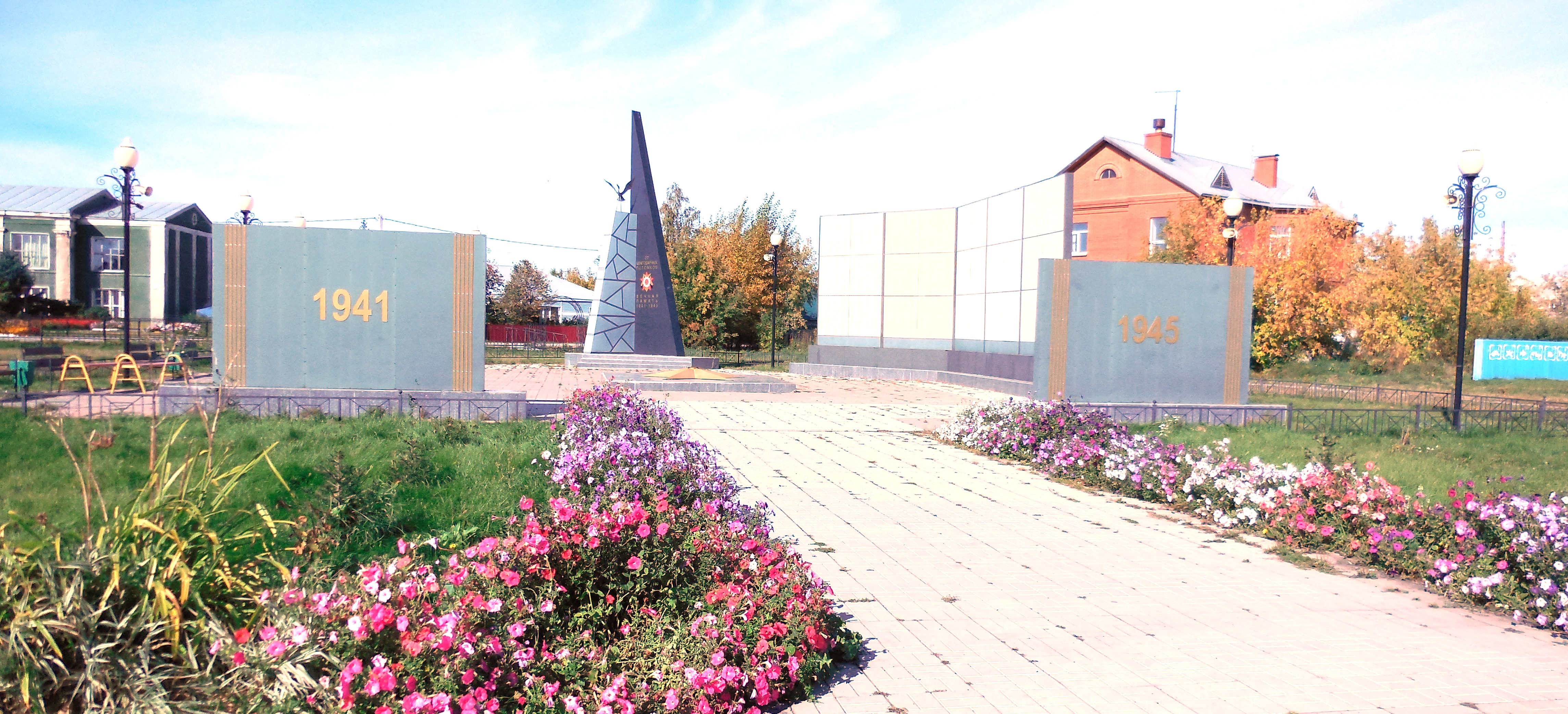
Монумент Славы воинам Чулымского района, погибшим в годы Великой Отечественной войны 1941—1945 гг.

В 1966 году начал выпуск продукции новый хлебозавод, снабжавший весь район свежей выпечкой. На южной окраине города была построена башня многоканальной линии высотой 87 метров для приема московских телепрограмм. В 1976 году построена новая школа № 1 на 964 ученика. В 1989 году заложен первый многоквартирный дом на МЖК, давший начало строительству современного посёлка. В этот период население Чулыма составило 13 300 человек.

### Современный период развития города
В настоящее время город Чулым является центром Чулымского муниципального района. В городе проживают представители разных национальностей: русские, украинцы, немцы, татары, казахи и другие. В Чулыме реализуются инфраструктурные проекты, предусматривающие модернизацию и реконструкцию производственных зданий, а также строительство новых объектов.
В 2002 году построен новый больничный комплекс. В 2003 году в городе открыт спортивно-оздоровительный комплекс «Радуга». В 2008 году открыла свои двери новая общеобразовательная школа на 504 учащихся, построен жилой 30-квартирный дом в соответствии с программой по переселению граждан из ветхого и аварийного жилья. В 2008 году построен Храм Рождества Пресвятой Богородицы, который является украшением города. Благодаря деятельности городской администрации города Чулыма осуществляется благоустройство общественных территорий, ведётся ремонт дорог и дальнейшая газификация города. В 2025 году была сдана в эксплуатацию новая городская поликлиника.
В данный момент идет строительство нового здания РДК.

## География
Город расположен на правом берегу реки Чулым (впадает в озеро Малые Чаны), в 131 км от Новосибирска; расстояние от Чулыма до Новосибирска по автодороге М51 — 146 км.

## Население
| 1959    | 1967    | 1970    | 1979    | 1989    | 1992    | 1996    | 1998    | 2000    | 2001    |
| ------- | ------- | ------- | ------- | ------- | ------- | ------- | ------- | ------- | ------- |
| 18 161  | ↘18 000 | ↘14 268 | ↘13 045 | ↗13 703 | ↗13 800 | ↗13 900 | ↘13 800 | ↘13 600 | →13 600 |
| 2002    | 2003    | 2005    | 2006    | 2007    | 2008    | 2009    | 2010    | 2011    | 2012    |
| ↘12 275 | ↗12 300 | ↘12 100 | →12 100 | ↘11 932 | ↗12 100 | ↘12 036 | ↘12 000 | ↘11 600 | ↘11 381 |
| 2013    | 2014    | 2015    | 2016    | 2017    | 2018    | 2019    | 2020    | 2021    |         |
| ↘11 294 | ↘11 285 | ↗11 330 | ↘11 312 | ↘11 270 | ↘11 216 | ↘11 144 | ↘11 026 | ↗11 034 |         |

На 1 января 2025 года по численности населения город находился на 884-м месте из 1124 городов Российской Федерации.

## Экономика
- В экономике города представлены предприятия пищевой, перерабатывающей промышленности, торговли, общественного питания, железнодорожные и автотранспортные предприятия, предприятия энергетики и связи.
- Предприятия железнодорожного транспорта.
- Маслосыродельный комбинат.

## Транспорт
Железнодорожная станция Чулымская на линии Барабинск — Новосибирск. В городе расположена железнодорожная станция «Чулымская» Новосибирского отделения Западно-Сибирской железной дороги.

### Автомобильный транспорт
В 2 км от Чулыма проходит федеральная автомобильная дорога М-51 «Байкал» Челябинск — Курган — Ишим — Омск — Новосибирск.

## Учреждения культуры

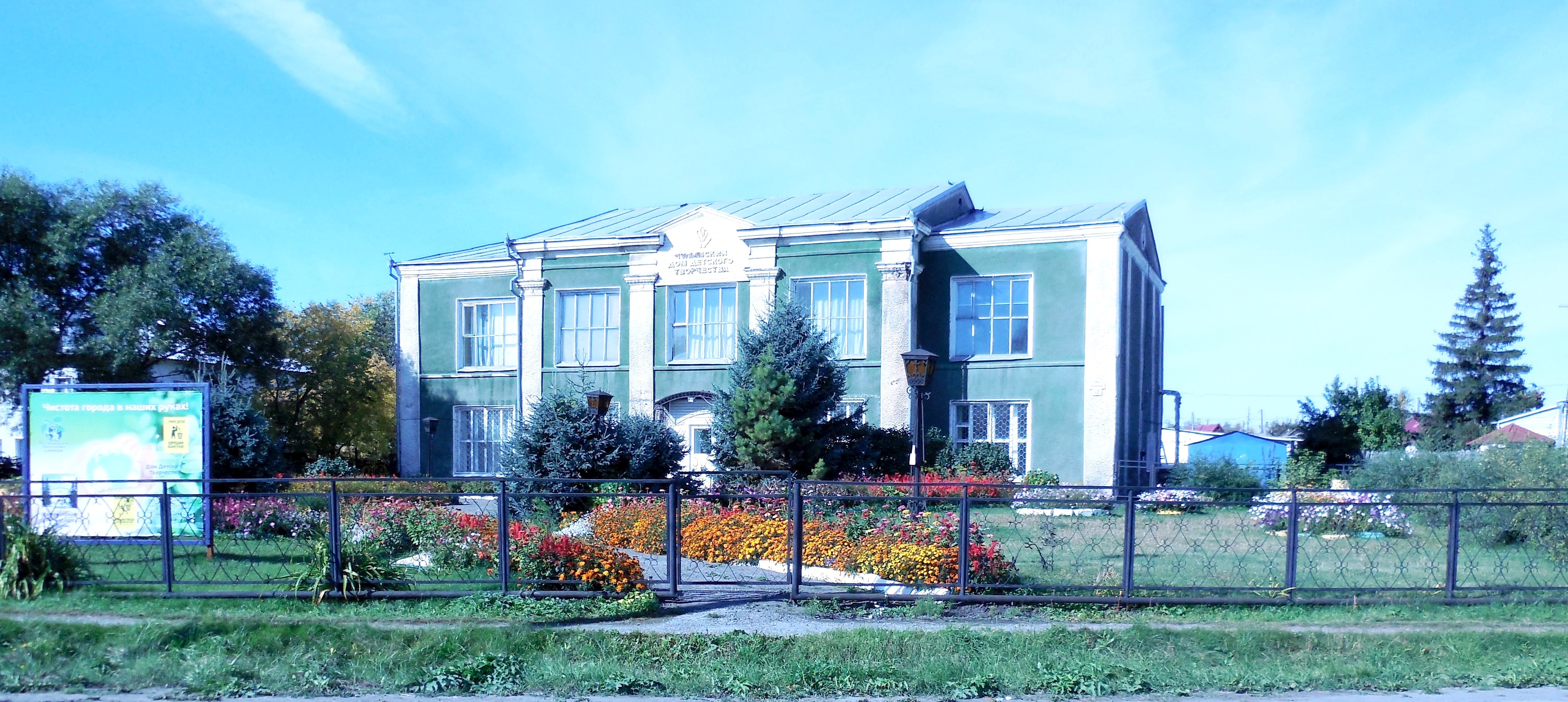
Чулымский Дом Детского творчества

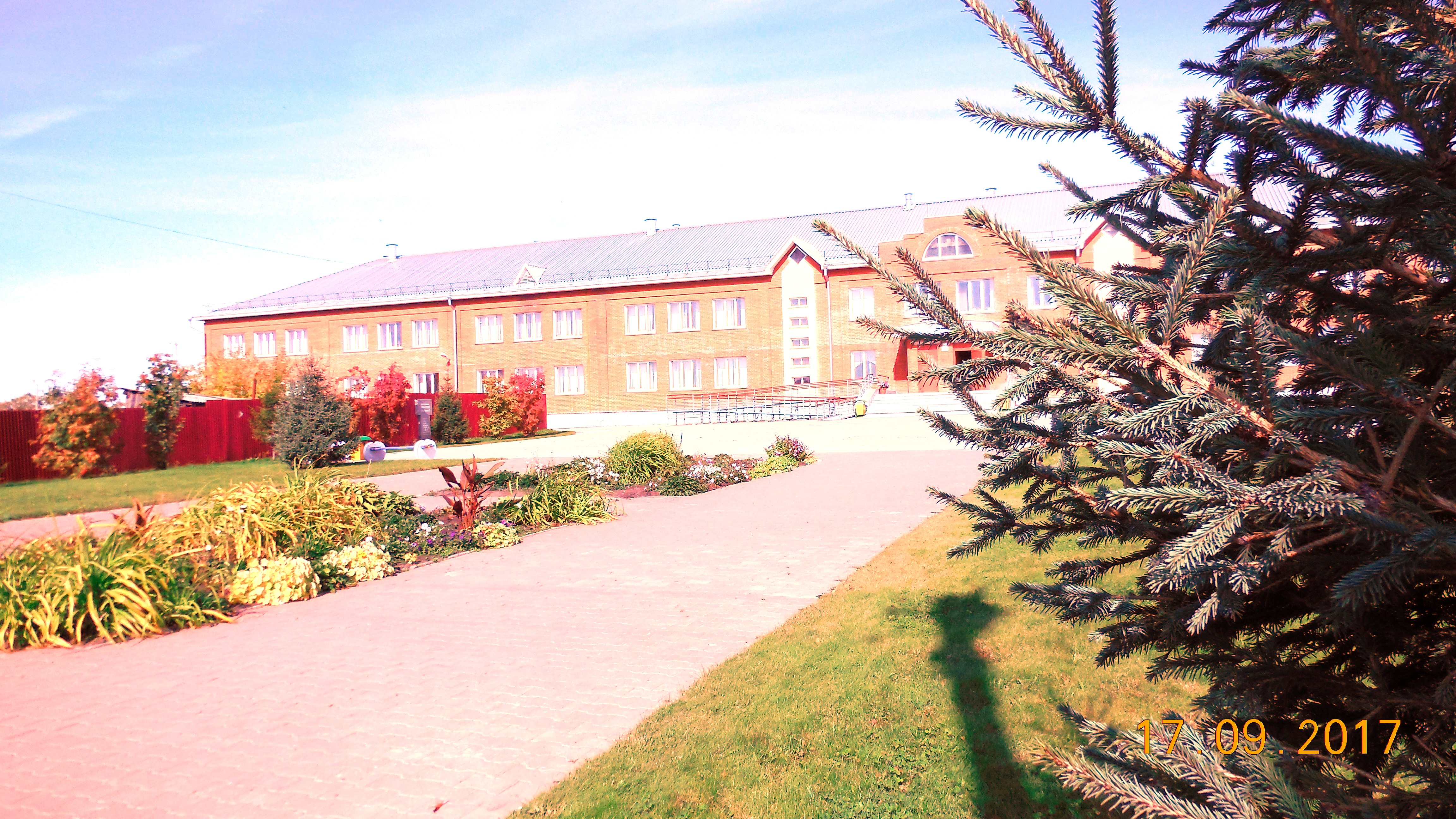
МБОУ Чулымский лицей

- Культурно-досуговый центр
- Дом детского творчества
- Музыкальная школа
- Центральная библиотека

## Образовательные учреждения г. Чулым
- МКОУ СОШ № 1
- МБОУ Чулымский лицей
- МКОУ СОШ № 9

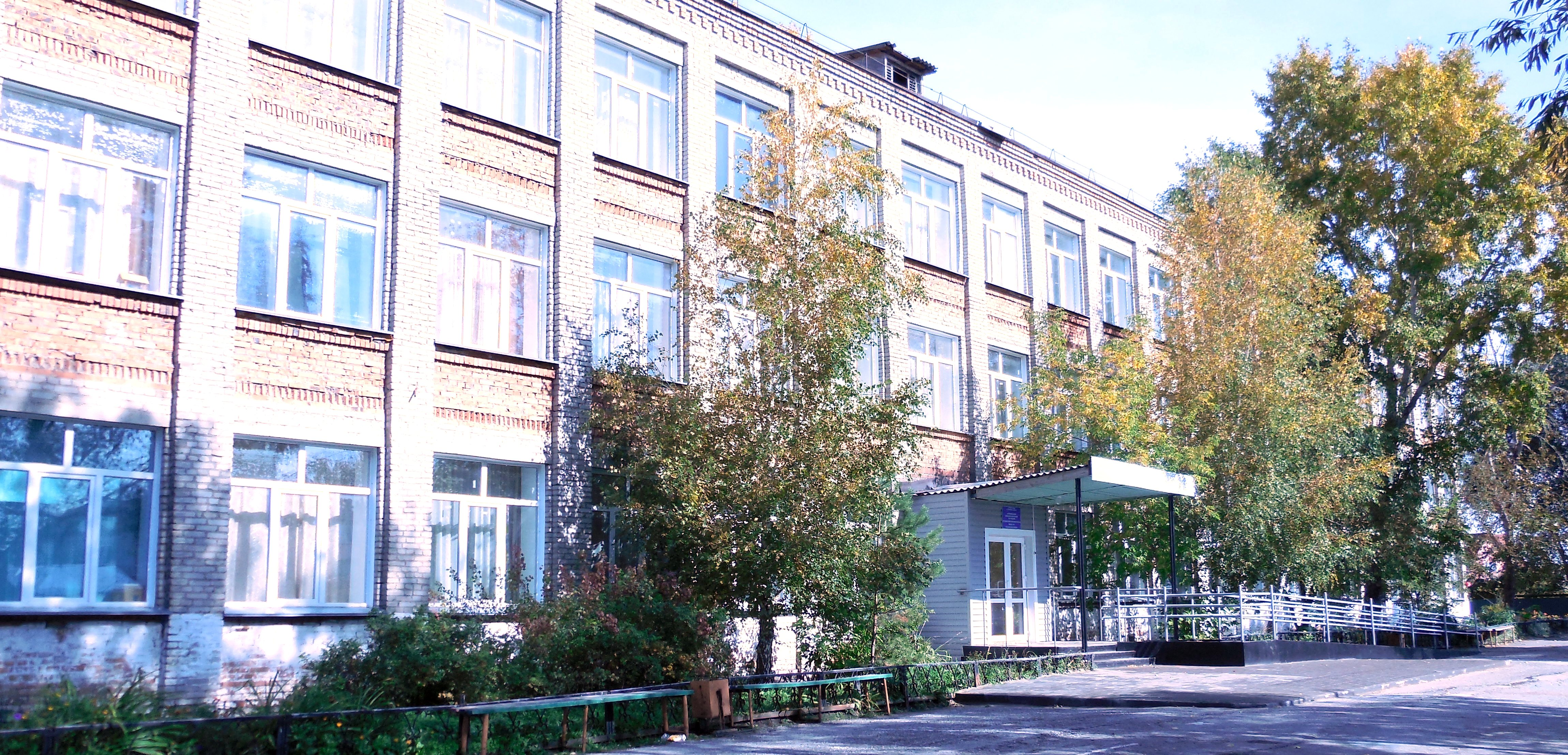
МКОУ СОШ № 1 г. Чулым

- МБОУ ДОД Чулымская детская музыкальная школа
- МКОУ ООШ № 5
- МУ Спорткомплекс «Радуга»
- Чулымский межрайонный аграрный лицей
- Фитнес-центр «Зарядка»
- Дом детского творчества

## Достопримечательности
- Станция Чулымская
- Краеведческий музей Чулымского района (Школьный музей Сердцем прикоснись к истории  на базе МКОУ СОШ №1)
- Церковь Рождества Пресвятой Богородицы
- Монумент Славы воинам Чулымского района
- Памятник В.И. Ленину
- Районный Дом культуры и досуга
- Спорткомплекс Радуга

## Администрация города
- Адрес:

632551, Город Чулым, улица Трудовая, д.1 
- Время работы:

Понедельник - четверг:
9-00 - 18-00
Пятница:
9-00 - 17-00
- Телефон:

8(38350) 22-287
- Для приема электронных сообщений в форме SMS сообщений:

8-953-775-54-37 
- email - chulym@nso.ru[29]

## Справочные телефоны
| Должность                                                              | ФИО                          | Дни и часы приема граждан,телефон  | Номер кабинета |
| Глава города Чулыма, глава администрации города Чулыма                 | Степанов Андрей Николаевич   | Пятница с 14.00 до 16.00 т. 21-389 | № 1            |
| Заместитель главы администрации города Чулыма                          | Чепиков Сергей Владимирович  | Вторник с 10.00 до 12.00 т. 21-844 | № 2            |
| Приемная администрации города Чулыма                                   |                              | 22-287                             | № 3            |
| Начальник организационно – контрольного отдела                         | Молочная Наталья Геннадьевна | 21-186                             | № 8            |
| Начальник отдела жилищно – коммунального хозяйства                     | Карасев Евгений Васильевич   | 22-770                             | № 13           |
| Заместитель главы города (начальник финансово – экономического отдела) | Грязева Елена Николаевна     | 39-064                             | № 9            |
| Начальник правового отдела                                             | Кондракова Юлия Сергеевна    | 22-179                             | № 7            |